# Judenrat
Juderåd eller judiskt råd, på tyska Judenrat (plural: Judenräte), kallas det råd eller den myndighet som administrerade de judiska gettona eller representerade den judiska befolkningen i de nazityska territorierna under åren 1938–1945. Juderåden påtvingades judarna av nazisterna som en länk i den tyska regimens organisation för att konfiskera judisk egendom och för att samla ihop och deportera judar till läger i öst. Råden bestod av en grupp om 12 till 24 inflytelserika personer och rabbiner. De judiska råden hade olika struktur och uppgifter, beroende på om de inrättades för ett getto, en region eller ett land.
Ursprunget till begreppet ”juderåd” är inte klarlagt, men det är känt att det i många judiska samfälldheter ända sedan medeltiden funnits ett råd eller en grupp av äldre som tog sig an frågor som rörde hela gemenskapen. Judenrådens verksamhet och relation till Förintelsen har setts som mycket kontroversiell.

## Historia

### Inrättandet av juderåd
Det första judiska råd som påtvingades den judiska befolkningen i ett annekterat eller ockuperat område var Jüdische Gemeinde Wien som inrättades för Österrike i maj 1938. 1940 inrättades i det tysk-allierade Slovakien en organisation för judar kallad Ústredňa Židov. I Nederländerna skapades Joodsche Raad i Amsterdam i februari 1941 och i Belgien Association des Juifs de Belgique. Tillsammans med Vichyregimen upprättade nazisterna Union générale des israélites de France för judar i både det ockuperade Frankrike och Vichyfrankrike i november 1941. Den 20 mars 1944 installerades det ungerska judedrådet Zsidó Tanács i Budapest.

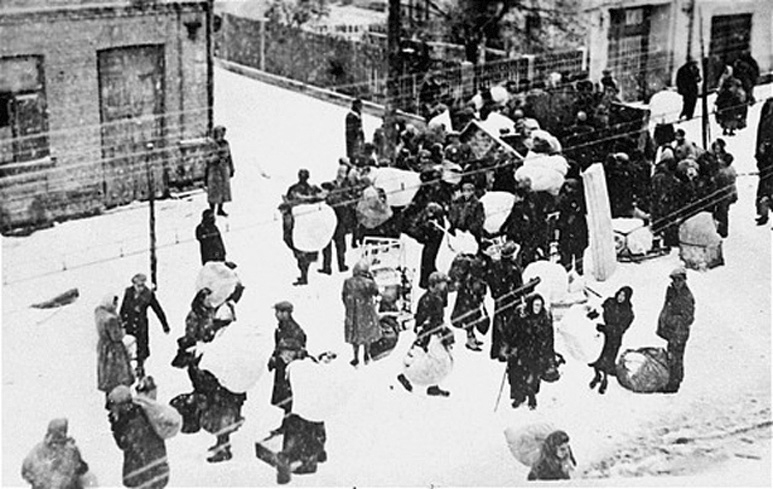
Judar flyttar in i det nyupprättade gettot i Grodno. Polen 1941.

Alla dessa av nazisterna inrättade judiska råd och organisationer fungerade som en mellanhand mellan den judiska befolkningen och den tyska myndigheten Reichszentrale für jüdische Auswanderung (svenska: Rikscentralen för judisk utvandring), vars chef var Adolf Eichmann. Juderåden bildades utan att judarna hade klart för sig deras verkliga syfte.
I Polen inrättades de första juderåden, och gettona, efter invasionen 1939. I en skrivelse från 21 september 1939 gav Reinhard Heydrich direktiven för upprättandet av gettona och råden. Om juderåden, kallade Jüdische Ältestenräte (svenska: judiska äldsteråd) står i skrivelsen: 
"I varje judisk gemenskap ska ett judiskt äldsteråd inrättas som, så långt som möjligt, skall bestå av, bland de återstående, betrodda personer och rabbiner. Rådet ska bestå av upp till 24 manliga judar (beroende på storleken på den judiska gemenskapen). Rådet ska göras fullt ansvarigt, i bokstavlig bemärkelse, för exakt och snabbt genomförande av direktiv som redan utfärdats eller kommer att utfärdas i framtiden.
I fall sådana instruktioner saboteras ska rådet informeras om att de strängaste åtgärder kommer vidtagas."

### Juderådens uppgifter

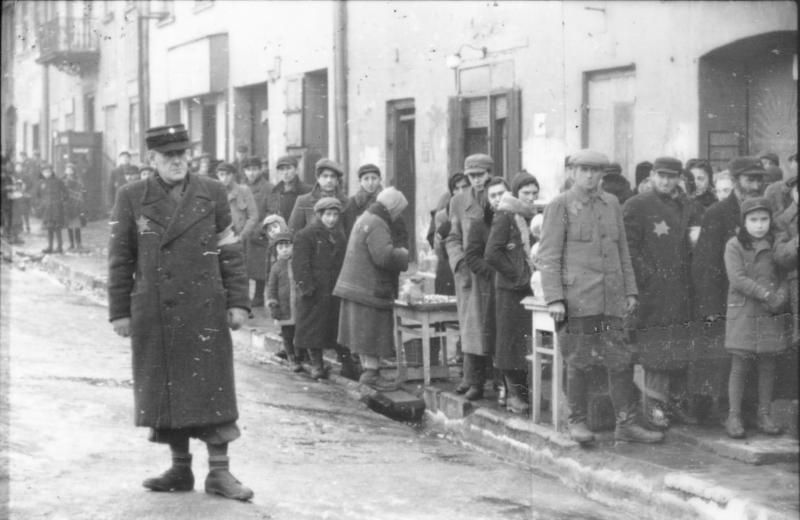
En judisk polis i Łódź getto 1941.

Bland de uppgifter juderåden ålades var att räkna den judiska befolkningen, organisera emigration och förflyttningar, ställa tvångsarbetare till tyskarnas förfogande, konfiskera värdesaker och inkassera olika avgifter. I gettona i öst skötte juderåden gettonas administration, vilket inkluderade ransonering av mat, fördelning av bostäder, att driva sjukhus, leda en polisstyrka med mera. På eget initiativ bedrev juderåden även social verksamhet för att – med ytterst bristfälliga resurser – hjälpa den hårt utsatta befolkningen.
Juderåden var tvingade att samarbeta med tyskarna när deportationer till koncentrations- och förintelseläger skulle genomföras. Först så småningom gick rådens koppling till den pågående judeutrotningen upp för rådsmedlemmarna, liksom att gettona inte var en långsiktig bostadsform utan bara ett "dödens väntrum".
Vissa resurser för juderådens verksamhet kom från intern beskattning. Man etablerade judiska polisstyrkor för att snabbare kunna genomföra juderådens beslut och upprätthålla ordningen i lägre.
Juderådens styre kunde skilja sig från getto till getto. i I Warszawas getto – det största av dem – ägnade man sig åt en laissez-faire-kapitalism, där privat företagande kunde föregå så länge som det var möjligt. Auktoriteten i Łódź getto var mer centraliserat, med en strikt kontroll över köpenskap, mat- och bostadsfördelning samt övrig myndighetsutövning.

### Motstånd eller samarbete
Medlemmarna i juderåden befann sig i en mycket svår position, och deras roll och agerande under Förintelsen har varit mycket kontroversiell. Samarbete eller motstånd – vilken var den bästa vägen för att rädda människors liv? Mötena med de tyska tjänstemännen kunde ibland ske till i ett nästan normalt samarbetsklimat, medan andra kontakter kunde vara barskare och mer hotande. Den allmänna regeln var att tyskarna utfärdade bestämmelser gentemot juderådet, vilket i sin tur kunde be om förnödenheter och hjälpinsatser för den belägrade befolkningen. 

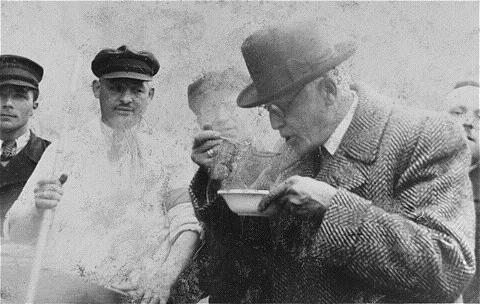
Ordförande Chaim Rumkowski äter soppa i juderådets soppkök i Łódź getto.

Juderådet väckte ofta vrede bland gettots invånare. Många såg juderådet som de tyska förtryckarnas förlängda arm och dess medlemmar som privilegierade, i förhållande till deras egen livssituation. Ilskan växte allteftersom levnadsbetingelserna i gettot försämrades, under tyskarnas medvetna politik att svälta ut gettots invånare.
Den kanske mest känsliga frågan var när juderådet hade att göra upp listor på folk som skulle skyddas av arbetsintyg och listor på de andra, de som skulle deporteras till koncentrationsläger. Så dags var rådsmedlemmarna medvetna om att deportation innebar en närapå säker död. Man försökte förhala processen, med hjälp av mutor och taktiska försinkningsaktioner, detta till trots av att det endast fast ett begränsat antal arbetsintyg. Besluten blev extra svåra rörande barn och äldre, vilka ofta var arbetsoförmögna.
I de judiska gettona handlade juderåden mycket olika. Ordföranden för juderådet i Lvivs getto Josef Parnes vägrade lämna ut judar till tvångsarbete i koncentrationsläger och blev för detta avrättad i november 1941. Ordföranden i Warszawas getto Adam Czerniaków begick självmord när de stora deportationerna till Treblinka började sommaren 1942. Megalif, ledaren i juderådet i Njasvizj (i nuvarande Belarus), valde att själv bli en av de deporterade.
I Łódź getto drev ordföranden Mordechai Chaim Rumkowski linjen ”räddning genom arbete”, där så många som möjligt sattes i arbete i de fabriker i gettot som producerade varor för tyska krigsmakten. Liknande beslut fattades av rådsledningarna i Sosnowiec och Vilnius.
Juderådens förhållande till motståndsrörelsen var också mycket skiftande. En del, som till exempel Moshe Merin i Sosnowiecs getto, angav motståndsrörelsen eftersom han ansåg att den hotade gettots existens. Andra gav motståndsrörelsen sitt stöd, inklusive Elchanan Elkes i Kovnogettot i Litauen och Eliyahu Mushkin i Minsk. I några mindre getton i Vitryssland och Ukraina var medlemmar i juderåden samtidigt medlemmar i motståndsrörelsen.

### Slutet

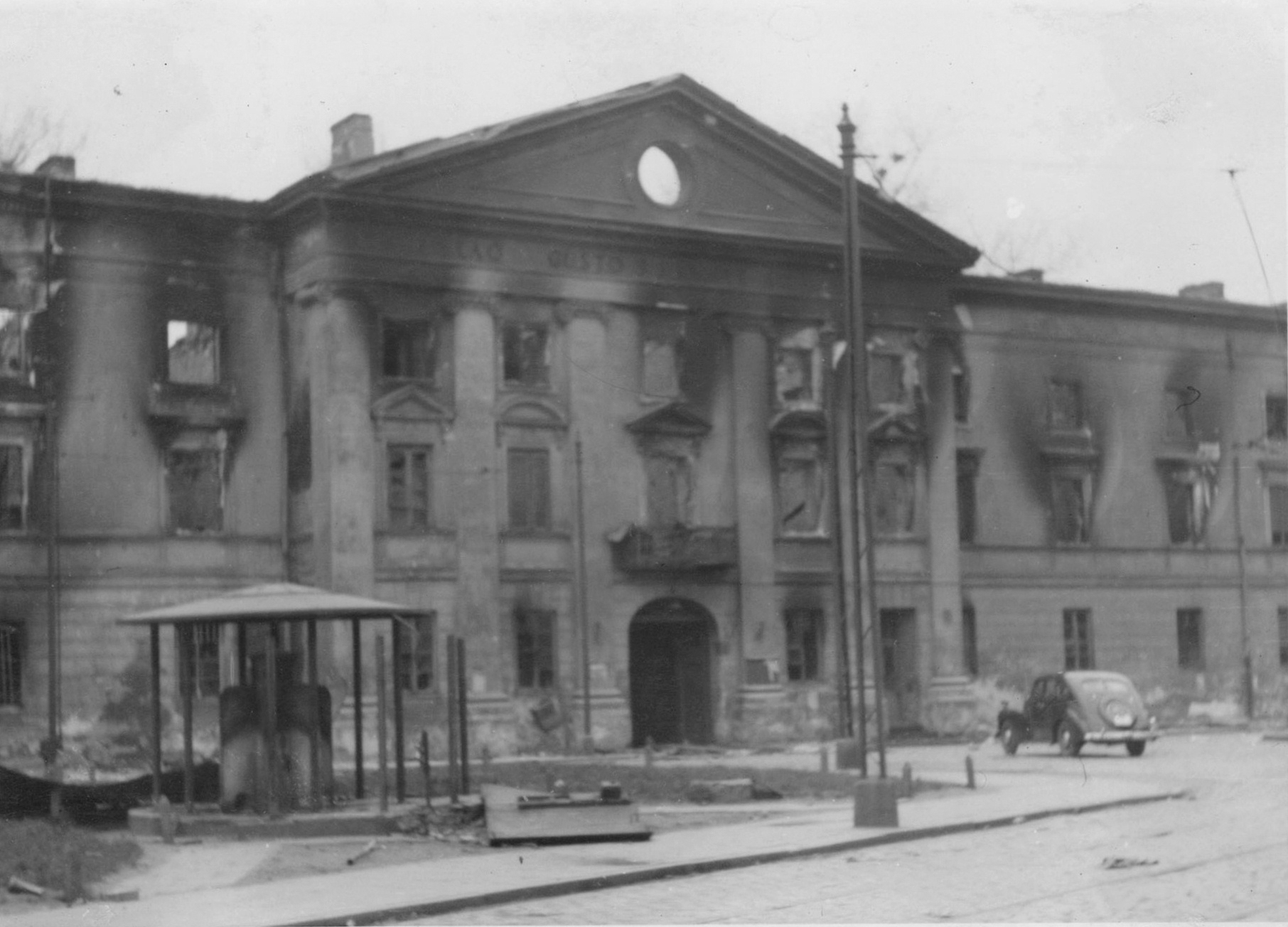
Juderådets hus i Warszawas getto utbränt efter gettoupproret 1943

När tyskarna beordrade gettonas slutliga likvidering, ledde detta till att den judiska motståndsrörelsen i många fall tog över "makten" från juderåden. Motståndsrörelsen kunde då avrätta juderådens medlemmar allra först, såsom uppenbara kollaboratörer och förrädare. Och, som i Warszawa, kunde motståndsrörelsen sedan leda regelrätta uppror.
I slutet av kriget var i stort sett alla ledande namn inom de olika juderåden döda, oavsett deras faktiska roll i att implementera tyskarnas förtryck. Rumkowski – som kanske gått längst i sitt samarbete med naziregimen – slutade också han sitt liv i ett utrotningsläger.
I sin bok Den banala ondskan (1963; 1964 på svenska) hävdade Hanna Arendt att juderådens effektivitetet underlättade för tyskarna att kunna avliva så många judar som möjligt. Denna kontroversiella idé väckte en storm av kritik, men den ledde också till fördjupad forskning kring juderådens villkor och aktiviteter. Den allmänna slutsatsen var att juderåden hade en omöjlig uppgift, utlämnade som de var för en militär och fientlig övermakt och dess godtycke.